# Ulla Tvede Eriksen
Ulla Tvede Eriksen, född 1955, är en dansk kompositör, sångtextförfattare, musiker (trummor, percussion). Hon var medlem i gruppen Shit & Chanel 1973-1982 och därefter i proggbandet Jomfru Ane Band. I slutet av 1980-talet blev Ulla Tvede mor och bytte då musikkarriären mot ett arbete som zoneterapeut. År 2006 startade hon och den engelske trummisen Colin Wilkinson emellertid rockbandet The Royal Pets.